# دونالد بادي

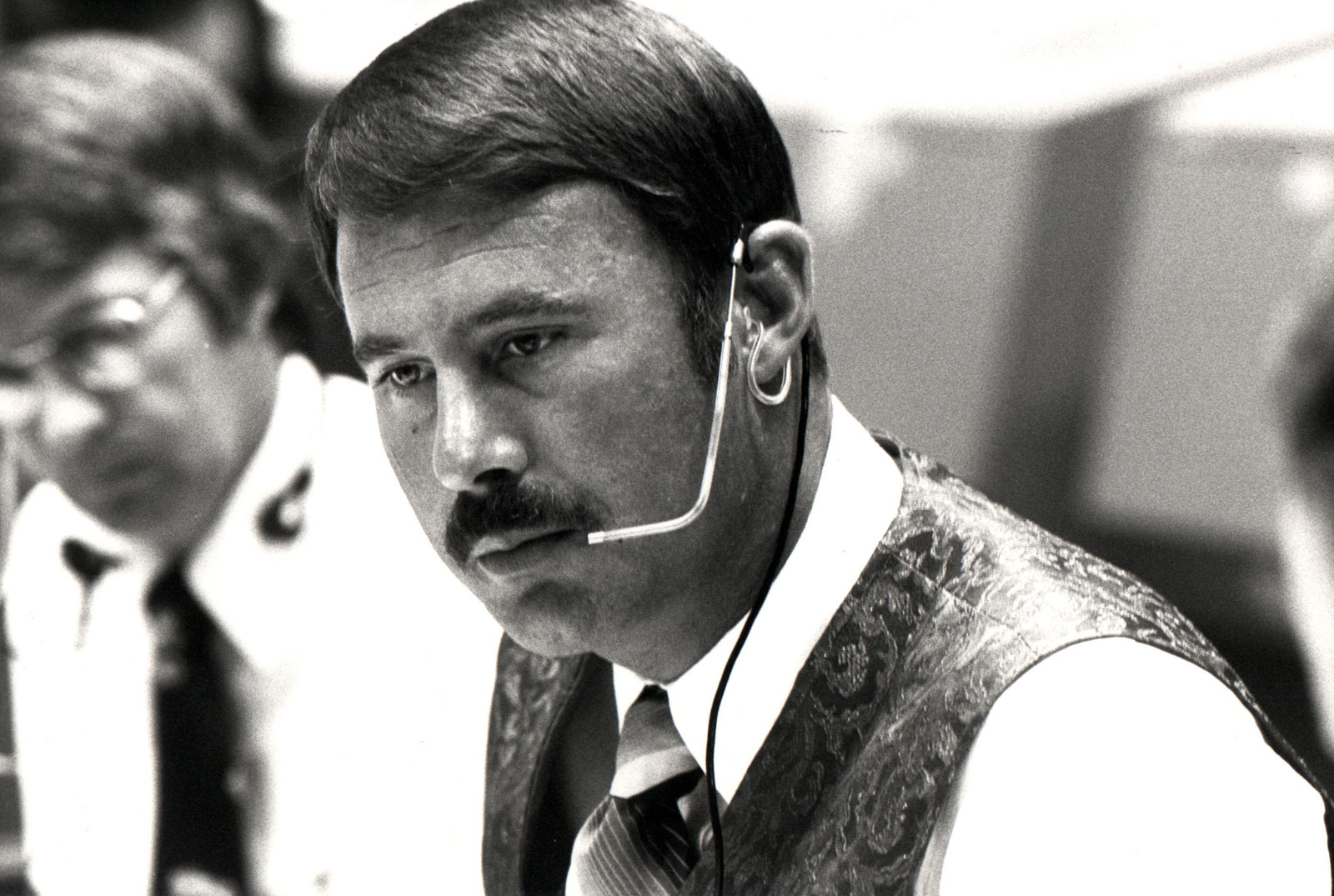
دون بادي في مراقبة البعثة

دونالد راي بادي أو دون بادي (31 مايو 1937) – (22 نوفمبر 2004) كان مهندسًا ومديرًا في وكالة ناسا. انضم إلى وكالة ناسا في عام 1964، ليصبح في نهاية المطاف مدير الرحلات العاشر للوكالة. كانت ألوان فريق طيرانه قرمزية. عمل كمدير طيران خلال بعثات أبولو 17، وسكاي لاب، ومشروع اختبار أبولو-سايوز ، وسكاي لاب، ومهمة المكوك الفضائي الأولى. وقد حصل على عدد من الجوائز لخدمته، بما في ذلك وسام الحرية الرئاسي وميدالية القيادة المتميزة من وكالة ناسا.

## الحياة الشخصية
ولد دونالد بادي في بونكا سيتي، أوكلاهوما. كان متزوجا من دانا بادي ولديه ثلاثة أبناء. وفي 22 نوفمبر من عام 2004، توفي بادي اثر صراع طويل مع المرض.

## المسيرة العملية في ناسا
انضم بادي إلى وكالة ناسا في عام 1964. خلال السنوات الأولى لبرنامج أبولو، عمل كمراقب طيران مسؤول عن الأنظمة الكهربائية ودعم الحياة والاتصالات في وحدة أبولو القمرية. كان بادي في الخدمة أثناء هبوط أبولو 11 على سطح القمر. كما عمل كرئيس للفريق الذي توصل إلى العديد من إجراءات قوارب النجاة الخاصة بوحدة أبولو القمرية والتي تم استخدامها في النهاية بعد حادث أبولو 13. وكجزء من فريق عمليات مهمة أبولو 13، وحصل على وسام الحرية الرئاسي لدوره في المهمة.
بحلول وقت مهمة أبولو 16 في أبريل 1972، كان بادي يتدرب ليصبح مديرًا للطيران. خلال تلك المهمة، عمل كمدير طيران مركبة القيادة لوحة الخدمة لبعض الوقت الذي كانت فيه منفصلة عن وحدة أبولو القمرية. واصل بادي العمل كمدير طيران في حد ذاته خلال أبولو 17، وجميع بعثات سكاي لاب الثلاث، ومشروع أبولو-سايوز التجريبي، ومهمة المكوك الفضائي الأولى، إس تي إس-1.
في عام 1987، وبعد رحيل جورج آبي، أصبح بادي رئيسًا جديدًا لمديرية عمليات طاقم الطيران في مركز جونسون الفضائي. وفي هذا المنصب كان مسؤولاً عن توزيع رواد الفضاء على المهام. وكان العديد من رواد الفضاء يأملون في أن يتم اختيار زميل لهم لشغل هذا المنصب. وكتب رائد الفضاء مايك مولان : "كان دون مهندسًا ومديرًا موهوبًا بشكل استثنائي". "لكنّه لم يكن طيارًا... لم يكن الرجل الأفضل لهذه الوظيفة."
بعد انتهاء فترة عمله في المديرية، لعب بادي دورًا في برنامج شاتل-مير كمساعد خاص للبرامج الأمريكية/الروسية. وفي هذا الدور، تفاوض مع المنظمات الروسية والشركات الأمريكية، وسافر عدة مرات إلى ستار سيتي للقاء نظرائه الروس.
تقاعد بادي من وكالة ناسا في أكتوبر 1995. تم ادراجه إلى قاعة مشاهير الطيران والفضاء في أوكلاهوما في عام 2002.